# Otis (band)
Dit overzicht is mogelijk incompleet; u kunt helpen door het uit te breiden.

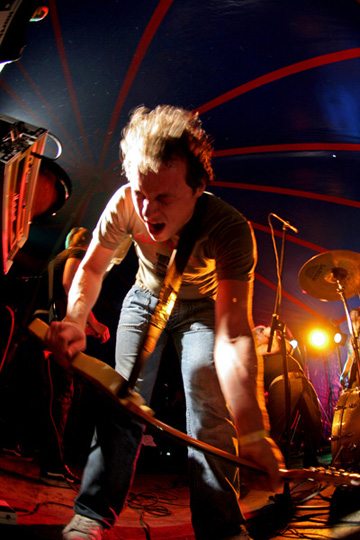
Otis in optreden.

Otis was een Nederlandse rockband uit Roosendaal die actief was van 2005 tot en met 2015. De muziek bevat invloeden uit noiserock, hardcore punk en stonerrock. In eigen land hebben ze opgetreden in zalen zoals Paradiso, Melkweg, 013, Mezz, Patronaat en Vera. In het buitenland hebben ze Spanje, Frankrijk, België, Denemarken, Zweden en Italië aangedaan.

## Bezetting
- Mario van Meer - zang
- Barry Knobel - gitaar
- Walter Poppelaars - gitaar
- Onno Pijl - bas
- Martijn Konings - drums

## Discografie

### Albums
- Good Cop Bad Mood (2007)
- Storm Is Coming (2009)
- Otis Christ Superstar (2014)

### Ep's
- Otis & Daily Fire (2006)
- Epidemic Of The Forked Tongue (2011)